# 樋泉実
樋泉 実（といずみ みのる、1949年1月13日- ）は、日本の経営者。北海道テレビ放送社長、会長を務めた。山梨県出身。

## 来歴・人物
1972年に慶應義塾大学文学部中国文学科を卒業し、同年に北海道テレビ放送に入社。札幌オリンピックの年であった。入社後は営業畑を歩む。
1990年代前半に東京支社編成業務部長の任につき、スポット広告依存型のシングルインカムからマルチインカム構造への転換を滝井禧夫社長に訴え、北海道テレビ放送がローカルテレビ局から地域メディアへと変貌を遂げるきっかけを作った。東京支社時代には部下に藤村忠寿がいた。1997年から東アジア向けの北海道情報の発信番組「北海道アワー」の配信を始める。
2002年に取締役に就任し、2008年に専務を経て、2011年6月に社長に就任。2014年6月、日本民間放送連盟副会長。社長在任中に平岸からさっぽろ創世スクエアへの本社移転を行った。2018年10月に取締役相談役に就任。2019年12月、旭日中綬章。